# بادی هالی
چارلز هاردین هالی (به انگلیسی: Charles Hardin Holley) (زاده ۱۹۳۶ – درگذشته ۱۹۵۹) معروف به بادی هالی نوازنده و خواننده آمریکائی و از بنیان‌گذاران سبک موسیقی راک اند رول بود.
او زاده شهر لاباک در ایالت تکزاس بود و از کودکی به نوازندگی ویولن و پیانو و گیتار پرداخت. در ۱۹۵۵ با دیدن اجرائی از الویس پریسلی به موسیقی راک جلب شد و با تشکیل گروه کریکتس کار خود در این نوع موسیقی را آغاز کرد.
اجراهای او و سبک ویژه‌اش در نواختن و خواندن موسیقی راک تأثیر زیادی بر دیگر جوانان آن دوران به ویژه بر جان لنون گذاشت که در کنسرت بادی هالی در لندن شرکت داشت.
در ۳ فوریه ۱۹۵۹ هنگامی که با یک هواپیمای کوچک بیچ‌کرافت بونانزا همراه با گروهش می‌خواست به شهر فارگو در ایالت داکوتای شمالی برود، هواپیما به دلیل توفان و برف شدید سقوط کرد و بادی هالی و سه نفر همراهش کشته شدند. در سال ۱۹۷۱ دان مک‌لین آهنگ معروف «پای آمریکائی» را به یاد بادی هالی خواند و جمله «روزی که موسیقی مُرد» را با تاریخ ۳ فوریه ۱۹۵۹، روز مرگ بادی هالی، در خاطره‌ها درهم آمیخت.